# (4441) Toshie
(4441) Toshie est un astéroïde de la ceinture principale.

## Description
(4441) Toshie est un astéroïde de la ceinture principale. Il fut découvert le 26 janvier 1985 à Geisei par Tsutomu Seki. Il présente une orbite caractérisée par un demi-grand axe de 2,96 UA, une excentricité de 0,04 et une inclinaison de 2,3° par rapport à l'écliptique.

## Compléments